# حجت أباد (غوهران)
حجت أباد (بالفارسية: حجت‌آباد) هي قرية تقع في إيران في قسم غوهران الريفي. يقدر عدد سكانها بـ 96 نسمة .